# Rubielos de la Cérida
Rubielos de la Cérida är en kommun i Spanien.   Den ligger i provinsen Provincia de Teruel och regionen Aragonien, i den östra delen av landet, 210 km öster om huvudstaden Madrid. Arean är 67 kvadratkilometer. Rubielos de la Cérida gränsar till Bañón.
Terrängen i Rubielos de la Cérida är kuperad västerut, men österut är den platt.